# OTR-21 Točka
L'OTR-21 Točka (in cirillico: OTP-21 Точка; nome in codice NATO: SS-21 Scarab A), anche noto come 9K79, è una famiglia di sistemi missilistici balistici tattici a corto raggio (SRBM) di fabbricazione sovietica, sviluppata negli anni 1960 dal KBM Kolomna in risposta al MGM-52 Lance statunitense ed entrata in servizio a partire dal 1975 presso le forze armate sovietiche prima, in cui ha sostituito il 9K52 Luna-M, e russe poi.
Concepito per neutralizzare sistemi di difesa, aeroporti e fortificazioni avversarie, il Točka è stato disegnato anche per sferrare un attacco nucleare a livello divisionale. Impiegato attivamente nei conflitti ceceni, siriano e del Nagorno-Karabah, ha ricevuto il battesimo del fuoco nella guerra civile dello Yemen del 1994.
Dispiegati dalle forze sovietiche nella Germania dell'Est, è stato sviluppato in due ulteriori versioni caratterizzate da gittata e carico utile maggiori denominate rispettivamente Točka-U (nome in codice NATO: SS-21 Scarab B) e Točka-P (nome in codice NATO: SS-21 Scarab C).
Nel 2020 i Točka erano  stati ritirati dal servizio dai ranghi delle Forze armate russe, nelle quali venivano  sostituiti dai più moderni sistemi 9K720 Iskander. Ma nel corso del conflitto in Ucraina, durante il 2022, le Forze armate russe hanno nuovamente reimmesso in servizio tali missili, come accertato da fonti occidentali.
Al 2021 prestava servizio attivo, nelle sue diverse versioni, in numerose forze armate delle ex-Repubbliche sovietiche.

## Storia

### Sviluppo
Il missile balistico tattico a corto raggio OTR-21 Točka, designazione NATO SS-21 Scarab, fu sviluppato come sostituto del precedente razzo non guidato FROG-7 a partire dal 1968. Il nuovo ordigno poteva trasportare una testata convenzionale, nucleare, chimica, biologica o a EMP. La produzione iniziò nel 1973, ma il sistema d’arma entrò ufficialmente in servizio nelle Forze Armate Sovietiche nel corso del 1976, con la prima versione Scarab A, gittata di 70 km, in dotazione alle forze sovietiche di stanza nella DDR nel corso del 1981. I principali obiettivi assegnati ai missili SS-21 erano aeroporti, posti comando, batterie antiaeree, ponti e concentramenti di truppe. Il sistema d’arma fu presentato durante la parata militare sulla Piazza Rossa il 9 maggio 1985. Nel 1988 erano in servizio 140 sistemi d’arma presso il Gruppo di forze sovietiche in Germania ripartiti tra l'8ª Armata della Guardia con Quartier generale a Weimer-Nohra, la 1ª Armata Corazzata della Guardia a Dresda, la 3ª Armata d'Urto nel Magdeburgo, la 2ª Armata Corazzata della Guardia a Neubrandenburg e la 20ª Armata della Guardia a Eberswalde.

## Caratteristiche
Il 9K79 Točka è un missile monostadio a propellente solido del peso di 2.000 kg, dotati di vari tipi di testate incluse la 9N123F (alto esplosivo a frammentazione) da 120 kg AA60 nucleare tattica, 9N123K (a submunizioni), e chimica. Il propulsore, del peso di 926 kg, eroga una potenza di 9.788 kg/s che consente una gittata massima di 70 km con 926 kg di propellente.
Il veicolo lanciatore ruotato 6x6 è il BAZ-5921 (9P129) pesante 18.150 kg, lungo 9,48 m, largo 2,78 m e alto 2,35 m. Il motore Diesel 5D-20B-300, da 300 CV garantisce una velocità su strada di 60 km/h, e un’autonomia di 650 km. Il veicolo può superare una pendenza massima del 60%, una laterale del 40%, una trincea di 1,2 m, e un ostacolo verticale di 0,50 m. Il mezzo è dotato di completa protezione NBC per l’equipaggio ed è anfibio. Grazie alla presenza di due idrogetti può muoversi in acqua ad una velocità di 8–10 km/h.
Durante il trasporto il missile è completamente nascosto all'interno del TEL, con la testata racchiusa in un apposito vano climatizzato a temperatura controllata, ed è protetto da colpi diretti. Il sistema d'arma può essere dispiegato rapidamente. All'atto del ricevimento dell’ordine di lancio il missile è pronto in circa 20 minuti, eretto in posizione quasi verticale, e una volta avvenuto il lancio il veicolo trasportatore può lasciare l’area in 1,5 minuti, allontanandosi a grande velocità. Il veicolo TEL è supportato da un veicolo completamente anfibio 6x6 BAZ-5922 (9T218) che trasporta due missili di riserva ed è dotato di gru per il trasferimento del missile. Inoltre vi è un camion ZIL-137T con rimorchio portamissili (9T238) con altri due missili di riserva trasportati negli appositi contenitori. Il sistema d’arma SS-21 può operare senza preparazione, sia di giorno che di notte in qualsiasi condizione meteorologica, con temperature variabili da -40° a +50°. Esso e composto dai seguenti veicoli: veicolo lanciatore (TEL) 9P129, veicolo trasporto missili 9T218, veicolo trasporto missili di riserva 9T238, veicolo per controllo automatico del missile 9V819, veicolo manutenzione 9V844 su telaio ZIL-131, veicolo trasporto munizioni 9F370, veicoli trasporto missili 9Ya234 e testate 9Ya.

## Impiego operativo
La distribuzione del missile in seno all'Armata Rossa avveniva a livello di brigata, ognuna delle quali dotata di 18 lanciatori. Il sistema d'arma è stato largamente esportato, dapprima nei Paesi del Patto di Varsavia, quali Bulgaria, Cecoslovacchia, DDR, Polonia, e Ungheria. In seguito allo disfacimento dell'Unione Sovietica, avvenuto nel 1991, è poi entrato in servizio negli eserciti dell'Armenia, Azerbaigian, Bielorussia, Kazakistan, e Ucraina e ceduto da alcuni di essi a Libia, Siria e Yemen. Con la suddivisione della Cecoslovacchia il missile ha brevemente prestato servizio negli eserciti della Repubblica Ceca e della Slovacchia.
Il missile SS-21 è stato utilizzato in combattimento dalle forze armate russe durante le guerre cecene e in almeno 15 esemplari durante la guerra nell'Ossezia del Sud.
L'esercito siriano ne ha utilizzato alcuni nel corso della guerra civile, e secondo fonti della CNN l'esercito ucraino ha utilizzato tale sistema d'arma durante la crisi con la Russia del 2013-2014.
Altro impiego operativo è avvenuto durante la guerra civile dello Yemen del 1994 e poi in quella del 2014 da parte delle unità ribelli e della commissione popolare (Houthis) il 4 settembre 2015 con un lancio contro la base di Safer, un accampamento della coalizione araba che si trova nel governatorato del Ma'rib e nuovamente nella notte tra il 20 e il 21 settembre 2015 con un altro lancio contro Safer intercettato da un missile superficie-aria MIM-104 Patriot.
Nel corso dell'invasione russa dell'Ucraina del 2022, il sistema Tochka è stato ampiamente impiegato dalle forze in conflitto nel colpire obiettivi militari e civili.
Il 14 marzo 2022 è stata riportata l'esplosione sul centro città di Donetsk, nella regione separatista del Donbass, di un missile del sistema Tochka-U dotato di testata a frammentazione. L'attacco, ha provocato una strage in cui 23 civili hanno perso la vita e 18 sono rimasti feriti.
Nel mese di aprile 2022, una strage simile si è consumata nella cittadina di Kramatorsk, nel Donbass. La stampa occidentale, attribuendo all'esercito russo la responsabilità dell'accaduto, ha avanzato l'ipotesi che i lanciatori Tochka-U fossero tornati in servizio nelle forze russe dopo la loro radiazione nel 2020. Le autorità russe hanno negato tale affermazione, attribuendola ad un tentativo di disinformazione.

## Composizione

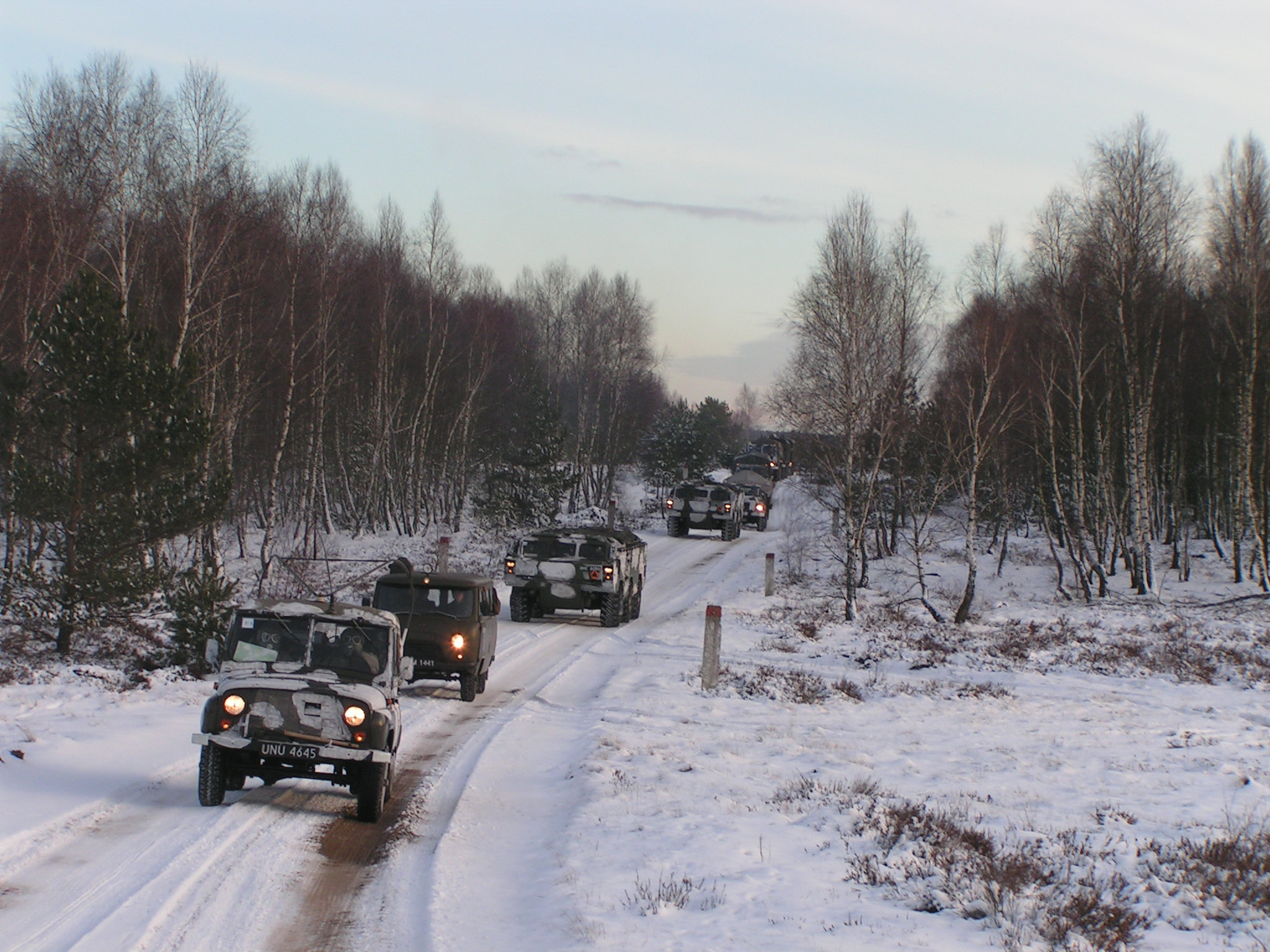
Una batteria polacca del sistema OTR-21 in marcia a Drawsko, Polonia; 2014

Un sistema missilistico Točka è solitamente composto dai seguenti elementi:
- 1 veicolo lanciatore 9P129 o 9P129-1M
- 1 veicolo da trasporto e ricarica 9T218 or 9T128-1Lancio di un missile 9K79 dell’esercito polacco a Broczyno il 19 maggio 1999.

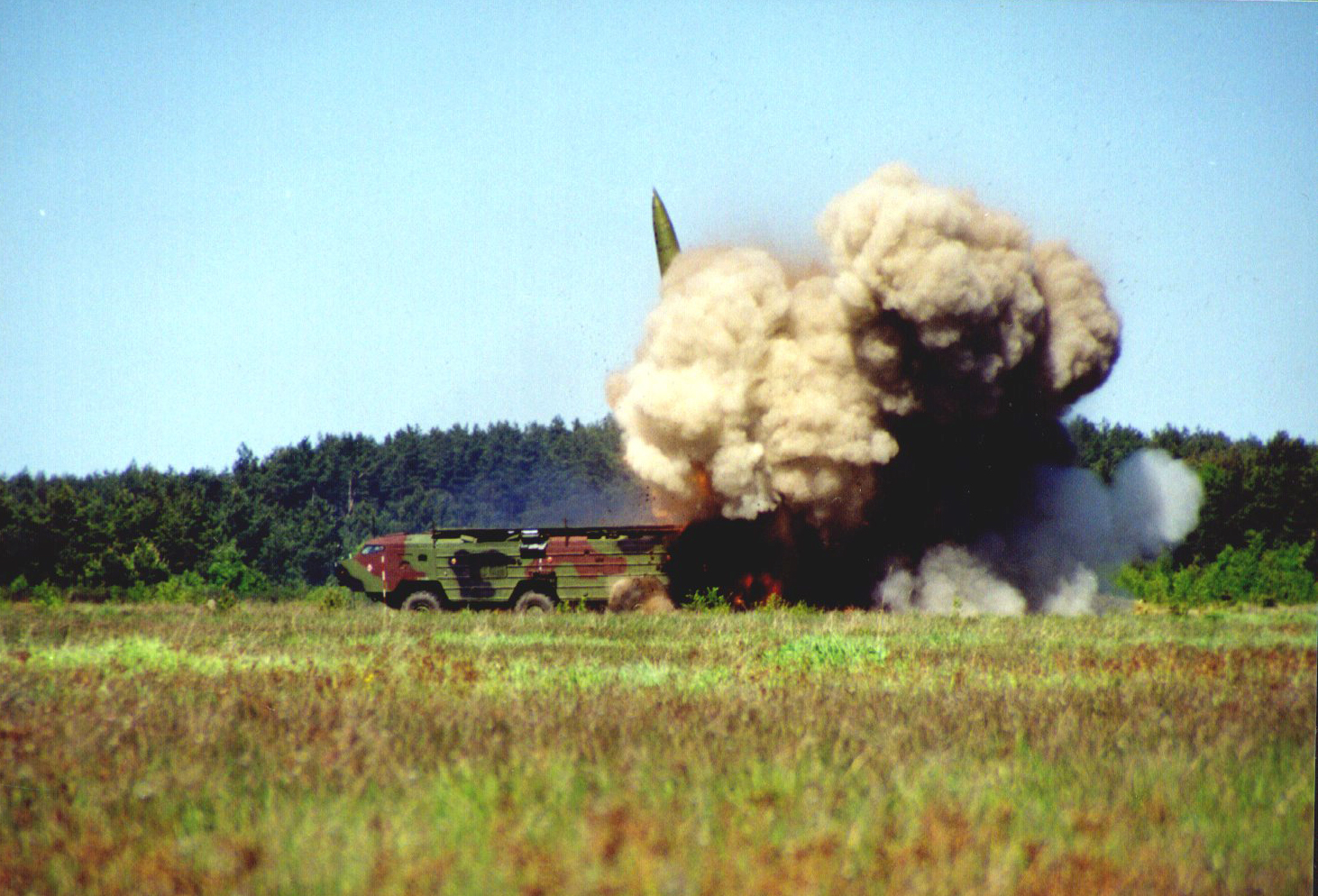
Lancio di un missile 9K79 dell’esercito polacco a Broczyno il 19 maggio 1999.

- 1 veicolo da trasporto 9T222 or 9T238
- 1 veicolo per il supporto tecnico V844 or 9V844M
- Missili 9M79 (9M79-1 per i Točka-U)

## Versioni
- OTR-21 Točka (SS-21 Scarab A): versione originale entrata in servizio nel 1975, con gittata massima di 70 km e CEP stimato in 150 metri
- OTR-21 Točka-U (SS-21 Scarab B): versione aggiornata del sistema, designata 9K79-1, ed introdotta in servizio nel 1989. Gittata aumentata a 120 km, CEP di 95 metri
- OTR-21 Točka-P (SS-21 Scarab C): versione aggiornata in servizio negli anni novanta, gittata di 185 km, CEP 70 metri

## Tabella comparativa
| Nome              | 9K79 Točka                                     | 9K79-1 Točka U                                             | 9K79M Točka M            | 9K79P Točka P                         |
| Codice NATO       | SS-21 Scarab A                                 | SS-21 Scarab B                                             | SS-21 Scarab C           | SS-21 Scarab B                        |
| Tipo              | balistico a corto raggio-SRBM                  | balistico a corto raggio                                   | balistico a corto raggio | balistico a corto raggio              |
| Missile           | 9M79                                           | 9M79-1                                                     | 9M79KU                   | 9M79R                                 |
| Lunghezza         | 6,40 m                                         | 6,40 m                                                     | 6,40 m                   | 6,40 m                                |
| Diametro          | 650 mm                                         | 650 mm                                                     | 650 mm                   | 650 mm                                |
| Apertura alare    | 1.350 m                                        | 1.440 m                                                    | 1.440 m                  | 1.440 m                               |
| Peso al lancio    | 2.000 kg                                       | 2.010 kg                                                   | 1.800 kg                 | non noto                              |
| Testata da guerra | Nucleare 100 kT frammentazione a sub munizioni | Nucleare, frammentazione a sub munizioni chimica biologica | SPBE-E                   | Nucleare a frammentazione             |
| Gittata massima   | 70 km                                          | 120 km                                                     | 185 km                   | 120 km                                |
| Velocità          | non nota                                       | 1.036 m/sec (3,1 Mach)                                     | non nota                 | non nota                              |
| Sistema di guida  | navigazione inerziale                          | navigazione inerziale                                      | navigazione inerziale    | navigazione inerziale e radar passiva |
| Accuratezza (CEP) | 50–250 m                                       | 10–165 m                                                   | 80–100 m                 | 20–45 m                               |

## Utilizzatori

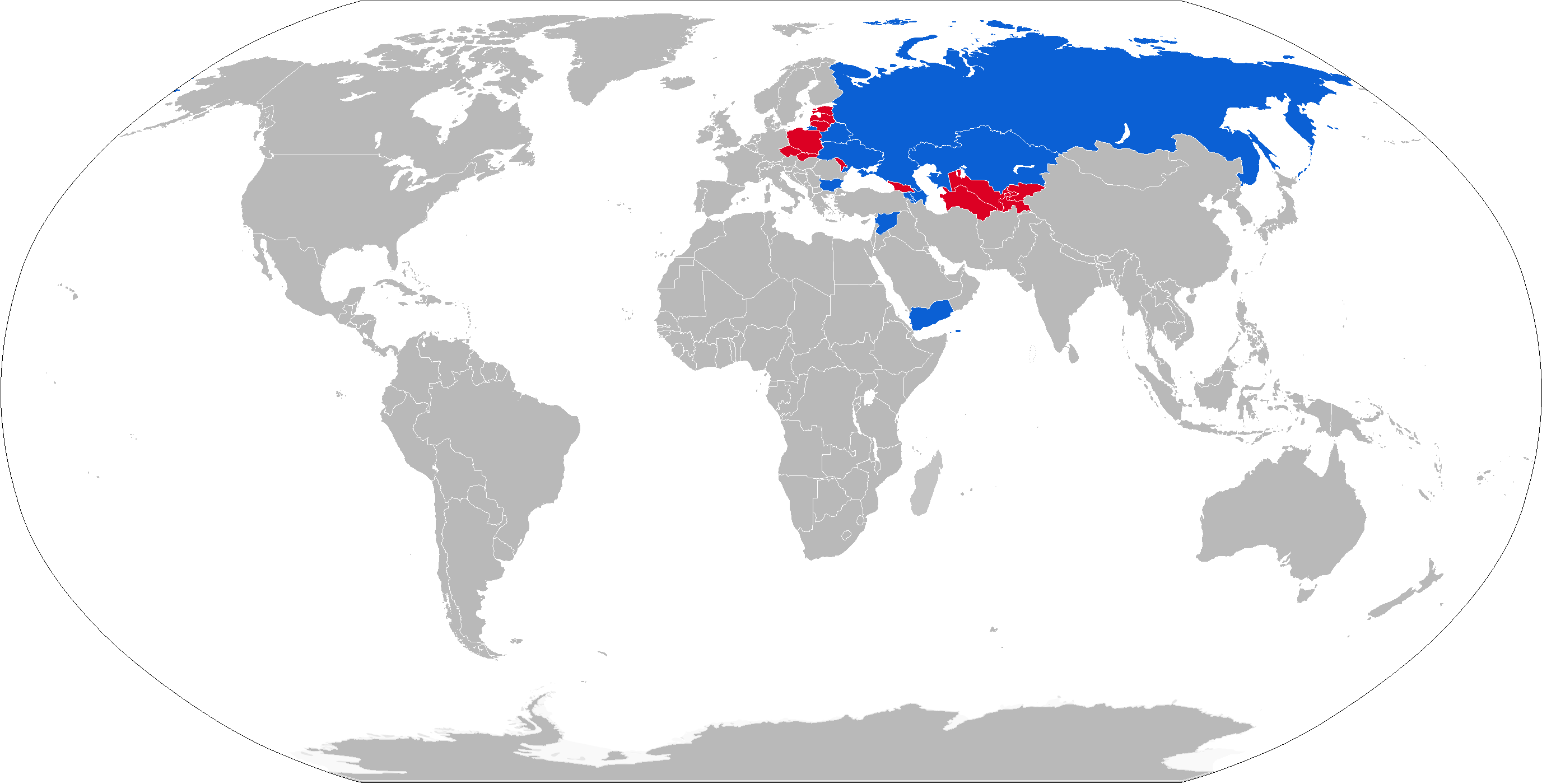
Operatori dell'OTR-21. In rosso i passati, in blu i presenti (al 2021).

### Presenti (al 2022)
Armenia
L'Haykakan banak ha ricevuto otto veicoli lanciatori e una quantità imprecisata di missili; al 2020, quattro lanciatori in servizio.
 Azerbaigian
L'Azərbaycan Silahlı Qüvvələri Quru Qoşunları ha ricevuto tre veicoli lanciatori e quattro missili.
 Bielorussia
Le Forze armate bielorusse dispongono, nel 2020, di 36 veicoli lanciatori e una quantità imprecisata di missili, impiegati anche nell'ambito dell'esercitazione congiunta Russia-Bielorussia Determinazione alleata svoltasi nel febbraio 2022.
 Bulgaria
L'Suhopătni vojski na Bălgarija ha ricevuto 18 veicoli lanciatori e un numero imprecisato di missili.
 Kazakistan
Le Forze terrestri della Repubblica del Kazakistan hanno ricevuto un numero imprecisato di lanciatori e missili.
 Libia
Nel 1994 l'esercito libico ha ricevuto sei complessi di lancio con una dotazione imprecisata di missili.
 Russia
Nel 2010 l'esercito russo aveva in servizio 200 veicoli lanciatori Točka che nel 2004 erano stati sottoposti a programma di ammodernamento con l'installazione di un nuovo sistema di controllo automatico. Nel 2019 nell'esercito russo risultavano presenti 24 veicoli lanciatori, progressivamente sostituiti dal sistema 9K720 Iskander, sono stati ritirati dal servizio nel 2020 e il loro uso è da allora ufficialmente negato dalle autorità russe. Tuttavia, nonostante queste affermazioni, varie riprese apparse sui notiziari russi e sui social media hanno mostrato missili Tochka esibiti dall’Esercito russo anche in occasione di eventi pubblici svoltisi nel 2021, come alla parata per il Giorno della Vittoria tenutasi a Krasnodar. Inoltre, durante l'invasione russa dell'Ucraina del 2022, sulla base di prove documentali fra cui immagini dei convogli russi, è accertato che i lanciatori Točka-U, ancora presenti nei magazzini delle forze armate russe, siano stati mantenuti in servizio.
 Siria
Nel 1983 l’esercito siriano ha ricevuto 24 complessi di lancio con una dotazione di 36 missili 9K79 Točka (Scarab A), assegnati in dotazione a una brigata d'artiglieria. Si suppone che tali missili fossero equipaggiati anche con testate chimiche contenenti gas nervino sarin o VX.
 Ucraina
Le Forze armate dell'Ucraina, nel 2022, disponevano di 90 veicoli lanciatori con un numero imprecisato di missili.
 Yemen
L'esercito yemenita ha acquistato circa 40 missili dall'Ucraina, che hanno avuto impiego durante la guerra civile del 1994 e in quella del 2015.

### Passati
Cecoslovacchia
L'esercito cecoslovacco aveva ricevuto un numero imprecisato di veicoli lanciatori e missili radiati all'atto della divisione del paese.
 Corea del Nord
L'esercito nordcoreano ha ricevuto dalla Siria un missile SS-21, e la locale industria, attraverso un processo di retro-ingegneria ne ha prodotto una versione locale designata KN-02 Toksa.
 Germania Est
L'esercito della Germania dell'Est aveva ricevuto dieci veicoli lanciatori con 70 missili SS-21. Quattro sistemi furono assegnati alla 9. Panzer-Division con Quartier generale a Eggesin.
 Germania
All'atto della riunificazione con la DDR, l'esercito tedesco ha immesso in servizio per breve tempo il sistema missilistico SS-21. Successivamente tali sistemi sono stati radiati e distrutti.
 Iran
L'Iran ha ottenuto un SS-21 veicolo TEL completo di missile dallo Yemen.
 Iraq
L'Iraq ha ottenuto un SS-21 veicolo TEL completo di missile dallo Yemen nel 1995 e sia il veicolo che il missile sono stati utilizzati per lo sviluppo del progetto dei successivi missili Sakr o Ababil.
 Lituania
L'esercito lituano ha avuto in servizio per breve tempo alcuni sistemi SS-21 di provenienza ex-sovietica.
 Polonia
L'esercito polacco ha avuto in servizio quattro sistemi SS-21 retirati dal servizio nel 2005 per l'impossibilità di acquistare nuove parti di ricambio.
 Rep. Ceca
Le forze armate della Repubblica Ceca hanno ricevuto otto veicoli lanciatori con 70 missili SS-21 all'atto della dissoluzione della Cecoslovacchia.
 Slovacchia
Le forze armate della Slovacchia hanno ricevuto otto veicoli lanciatori con 70 missili SS-21 all'atto della dissoluzione della Cecoslovacchia.
 Unione Sovietica
In uso dal 1976 al 1991 su tutto il territorio dell'Unione delle Repubbliche Socialiste Sovietiche.

### Articoli
- (EN) Mason Clark e Kateryna Stepanenko, Russian Offensive Campaign Assessment, April 8, in Institute for the Study of War, 8 aprile 2022. URL consultato il 18 aprile 2022.
- (EN) Michael Sheldon, Russia’s Kramatorsk ‘Facts’ Versus the Evidence, in Bellingcat, 14 aprile 2022. URL consultato il 18 aprile 2022.

### Periodici
- Lorenzo Striuli, Le WMD del Medio Oriente, in RID-Rivista Italiana Difesa, n. 10, Chiavari, Giornalistica Riviera Soc. Coop., ottobre 2007,  pp. 34-47.

### Testi
- (EN) Bernard Blake, Jane’s Weapons Systems 1988-1989, Coulston, Jane’s Information Group, 1988, ISBN 988-8028-49-9.
- (EN) Anthony H. Cordesman, Iran's Military Forces in Transition: Conventional Threats and Weapons of Mass Destruction, Westport, Praeger, 1999, ISBN 0-275-96529-5.
- (EN) Anthony Tucker-Jones, Soviet Cold War Weaponry: Aircraft, Warships and Missiles, Barnsley, Penn & Sword, 2015, ISBN 1-4738-6278-7.
- (EN) Steven J. Zaloga, Scud Ballistic Missile and Launch Systems 1955-2005, Botley, Osprey Publishing Company, 2006, ISBN 988-8028-49-9.